# Фолья, Адриано
Адриано Фолья (итал. Adriano Foglia; 25 апреля 1981, Сан-Паулу, Бразилия) — итальянский и бразильский футболист, игрок в мини-футбол. Нападающий итальянского клуба «Имолезе». Участник двух чемпионатов мира и трёх чемпионатов Европы по мини-футболу в составе сборной Италии.

## Биография
Фолья перебрался в итальянский чемпионат из молодёжной мини-футбольной команды «Палмейраса». На Апеннинах он играл за «Августу», «Стабиа», «Арциньяно Грифо» и «Монтезильвано», выиграв все возможные национальные трофеи (чемпионат, кубок и суперкубок)
Приняв итальянское гражданство, Фолья начал выступления за сборную Италии по мини-футболу. В 2003 году он являлся важной частью команды, выигравшей золото чемпионата Европы по мини-футболу. По итогам года Фолья был признан лучшим игроком мира. Впоследствии он выиграл с национальной сборной серебряные медали чемпионата мира 2004 года и чемпионата Европы 2007 года, а также бронзовые медали ЧМ-2008 и ЧЕ-2005. Драматичным для Фольи стал полуфинал ЧМ-2008 года против сборной Испании. Его гол помог итальянцам перевести игру в овертайм, однако на последней секунде игры Адриано отправил мяч в собственные ворота, что привело к победе испанцев.
В январе 2009 года допинг-проба Фольи дала положительный результат на наличие кокаина, и игрок получил 22-месячную дисквалификацию. Вскоре Адриано подписал контракт с бразильским «Малви», пытаясь продолжить играть вне юрисдикции УЕФА, которым был дисквалифицирован, однако попытка оказалась тщетной — ФИФА запретила участвовать ему в соревнованиях любой страны.
В октябре 2010 года дисквалификация Фольи окончилась. Уже в ноябре он играл в Кубке УЕФА по мини-футболу, где помог «Монтезильвано» выйти в Финал Четырёх. Именно он забил решающий гол в решающем матче против российского клуба «ВИЗ-Синара». В полуфинале Адриано забитыми мячами не отметился, зато в финале сделал дубль в ворота португальского «Спортинга» и помог итальянцам одержать триумфальную победу в турнире.
Летом 2011 года Фолья перешёл в другой итальянский клуб «Марка Футзал».

## Достижения
- Серебряный призёр чемпионата мира по мини-футболу 2004
- Бронзовый призёр чемпионата мира по мини-футболу 2008
- Чемпион Европы по мини-футболу 2003
- Серебряный призёр чемпионата Европы по мини-футболу 2007
- Бронзовый призёр чемпионата Европы по мини-футболу 2005
- Обладатель Кубка УЕФА по мини-футболу 2010/11
- Чемпионат Италии по мини-футболу (2): 2003-04, 2005-06
- Кубок Италии по мини-футболу 2007
- Суперкубок Италии по мини-футболу (2): 2004, 2006

Личные:
- Лучший игрок мира в мини-футбол 2003